# Pagney-derrière-Barine
Pagney-derrière-Barine – miejscowość i gmina we Francji, w regionie Grand Est, w departamencie Meurthe i Mozela.
Według danych na rok 1990 gminę zamieszkiwało 539 osób, a gęstość zaludnienia wynosiła 88 osób/km² (wśród 2335 gmin Lotaryngii Pagney-derrière-Barine plasuje się na 567. miejscu pod względem liczby ludności, natomiast pod względem powierzchni na miejscu 912.).